# 魯本·奧斯卡·沃薩德·雷佐拉
魯本·奧斯卡·沃薩德·雷佐拉（1991年4月21日—）是一名阿根廷獨木舟運動員，曾代表國家參加2012年倫敦奧運的男子200公尺雙人愛斯基摩艇比賽，並未獲得獎牌。